# Meritaton
Meritaton var en prinsessa och drottning (stor kunglig hustru) under Egyptens artonde dynasti. Hon var den äldsta av sex döttrar till farao Akhenaten och drottning Nefertiti, och gift med farao Smenkhkare. 
Hon är tillsammans med Nefertiti en av de två kvinnor som föreslås som personen bakom den ännu oidentifierade kvinnliga faraonen Neferneferuaten. Hon är en av de som föreslås ha varit Dakhamunzu.